# Заксетен
Заксетен (нім. Saxeten) — громада  в Швейцарії в кантоні Берн, адміністративний округ Інтерлакен-Обергаслі.

## Географія
Громада розташована на відстані близько 50 км на південний схід від Берна.
Заксетен має площу 19,4 км², з яких на 1,4% дозволяється будівництво (житлове та будівництво доріг), 41% використовуються в сільськогосподарських цілях, 31,5% зайнято лісами, 26,1% не є продуктивними (річки, льодовики або гори).

## Демографія
2019 року в громаді мешкало 93 особи (-7% порівняно з 2010 роком), іноземців було 4,3%. Густота населення становила 5 осіб/км².
За віковим діапазоном населення розподілялося таким чином: 11,8% — особи молодші 20 років, 62,4% — особи у віці 20—64 років, 25,8% — особи у віці 65 років та старші. Було 50 помешкань (у середньому 1,8 особи в помешканні).